# Petrohua
Petrohua, monotipski rod crvenih alga iz porodice Batrachospermaceae opisan 2007. godine. Jedina vrsta je slatkovodna alga P. bernabei. Tipski lokalitet vrste je Saltos del Río Petrohué u Čileu.

## Vanjske poveznice
- Large subunit rDNA and rbcL gene sequence data place Petrohua bernabei gen. et sp. nov. in the Batrachospermales (Rhodophyta), but do not provide furtherresolution among taxa in this order